# Petras Vaitiekūnas

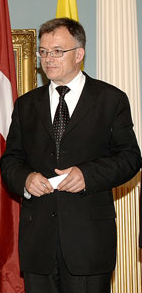
Petras Vaitiekūnas

Petras Vaitiekūnas (* 26. März 1953 in Liudvinavas bei Marijampolė) ist ein litauischer Diplomat (Botschafter) und ehemaliger Politiker, Außenminister Litauens.

## Leben
Nach dem Abitur 1971 an der Sekundarschule Liudvinavas  absolvierte Petras Vaitiekūnas von 1971 bis 1976 das Diplomstudium der Physik an der Universität Vilnius. Von 1976 bis 1990 war er wissenschaftlicher Mitarbeiter am Physikalischen Institut der Akademie der Wissenschaften Litauens in Vilnius, wo er 1983 promovierte. Er war als Abgeordneter des Obersten Rates (1990–1992) einer der Unterzeichner der Erklärung der staatlichen Unabhängigkeit vom 11. März 1990.
Ab 1992 arbeitete er in verschiedenen Positionen im diplomatischen Umfeld. Darunter als Berater des Parlamentspräsidenten, als Berater des Präsidenten. 1999 bis 2004 war er litauischer Botschafter in Lettland und 2005 bis 2006 Botschafter in Belarus. Vom 12. Juli 2006 bis zum 9. Dezember 2008 war er Außenminister von Litauen.